# Elisabeth Sauer-Eriksson
Astrid Elisabeth Sauer-Eriksson, född Eriksson 4 juni 1959, är en svensk kemist och professor i strukturell biologi vid Umeå universitet. 

## Biografi
Sauer-Eriksson avlade grundexamen i kemi vid Uppsala universitet 1983 och följde upp med att disputera vid samma universitet inom proteinkristallografi på en doktorsavhandling om strukturella skillnader mellan hög- och lågaktiva karbanhydraser med Anders Liljas som handledare. Efter det arbetade hon som postdoktor vid Oregonuniversitetet i ett par år innan hon 1991 fick tjänst hos Alwyn Jones på Uppsala universitet och även vistades ett halvår som gästforskare vid Heidelbergs universitet. År 1993 utnämndes hon till docent vid Uppsala universitet och 1996 vid Umeå universitet för att slutligen utnämnas till professor vid Umeå universitet 2005. Hennes forskningsgrupp deltog i ett samarbete som lyckades få fram detaljerade bilder av enzymet DNA-polymeras epsilon i aktion. Enzymet är involverat i nybildandet av arvsmassa i samband med celldelning och mutationer i genen som kodar för enzymet tros vara en faktor i utvecklingen av vissa cancerformer. År 2004 mottog hon Göran Gustafssonpriset i molekylär biologi, för "sina strukturella studier av kroppens transportmaskineri för proteiner och sjukdomsframkallande proteinförändringar." och 2007 Arrheniusplaketten för "studier av sambanden mellan såväl proteiners struktur och funktion, som proteiners strukturomvandlingar och dysfunktion" och 

## Utmärkelser
- 1993 - Regeringens pris för unga lovande forskare[7]
- 2004 - Göran Gustafssonpriset
- 2007 - Arrheniusplaketten
- 2012 - Nordeas pris till livsvetenskaplig forskning[8]